# Тетразепам
Тетразепа́м — лекарственное средство из группы производных бензодиазепинов с противосудорожным, анксиолитическим, миорелаксирующим и снотворным действием. Ранее он использовался в основном в Австрии, Франции, Бельгии, Германии и Испании для лечения мышечных спазмов, тревожных расстройств, таких как панические атаки, или, реже, для лечения депрессии, предменструального синдрома или агорафобии. Тетразепам в низких дозах оказывает сравнительно слабое седативное действие, но при этом обеспечивает мышечную релаксацию и снятие тревоги. Европейская комиссия подтвердила приостановку действия разрешений на продажу тетразепама в Европе из-за его кожной токсичности, вступающую в силу с 1 августа 2013 года.
В результате воздействия тетразепама иногда могут возникать аллергические реакции 4-го типа, включая макулопапулезную экзантему, эритематозную сыпь, крапивницу, многоформную эритему, фотодерматит, экзему и синдром Стивенса-Джонсона. Эти реакции не имеют перекрестной реактивности с другими бензодиазепинами.

## Показания
Тетразепам используется в терапевтических целях как миорелаксант.

## Дозировка
Рекомендуемая доза для взрослых при мышечных спазмах составляет от 25 мг до 150 мг в день, при необходимости может быть увеличена до 300 мг в день с разделением на несколько приёмов. Тетразепам обычно не рекомендуется применять у детей.
Тетразепам доступен только в одной дозировке и форме — таблетки с 50 мг действующего вещества. Бензодиазепиновый эквивалент 100 мг тетразепама составляет приблизительно 10 мг диазепама.

## Побочные эффекты
Иногда возникают аллергические реакции на тетразепам, затрагивающие кожу.
На тетразепам могут развиться аллергические реакции, он считается потенциальным аллергеном. Известным осложнением воздействия тетразепама является сыпь и эозинофилия с системными симптомами. Эти гиперчувствительные аллергические реакции могут быть замедленного типа.
При использовании тетразепама наблюдался токсический эпидермальный некролиз в результате которого был зарегистрирован как минимум один смертельный исход. Также сообщалось о синдроме Стивенса-Джонсона и многоформной эритеме. Перекрестная реакция с другими бензодиазепинами у таких пациентов обычно не возникает. Могут возникнуть экзантема и экзема. Считается, что отсутствие перекрестной реакции с другими бензодиазепинами обусловлено молекулярной структурой тетразепама. Также сообщалось о фотодерматите и фототоксичности. Профессиональная контактная аллергия может также развиться при регулярном контакте с тетразепамом. Воздушно-контактный дерматит может также возникнуть в результате профессионального воздействия.

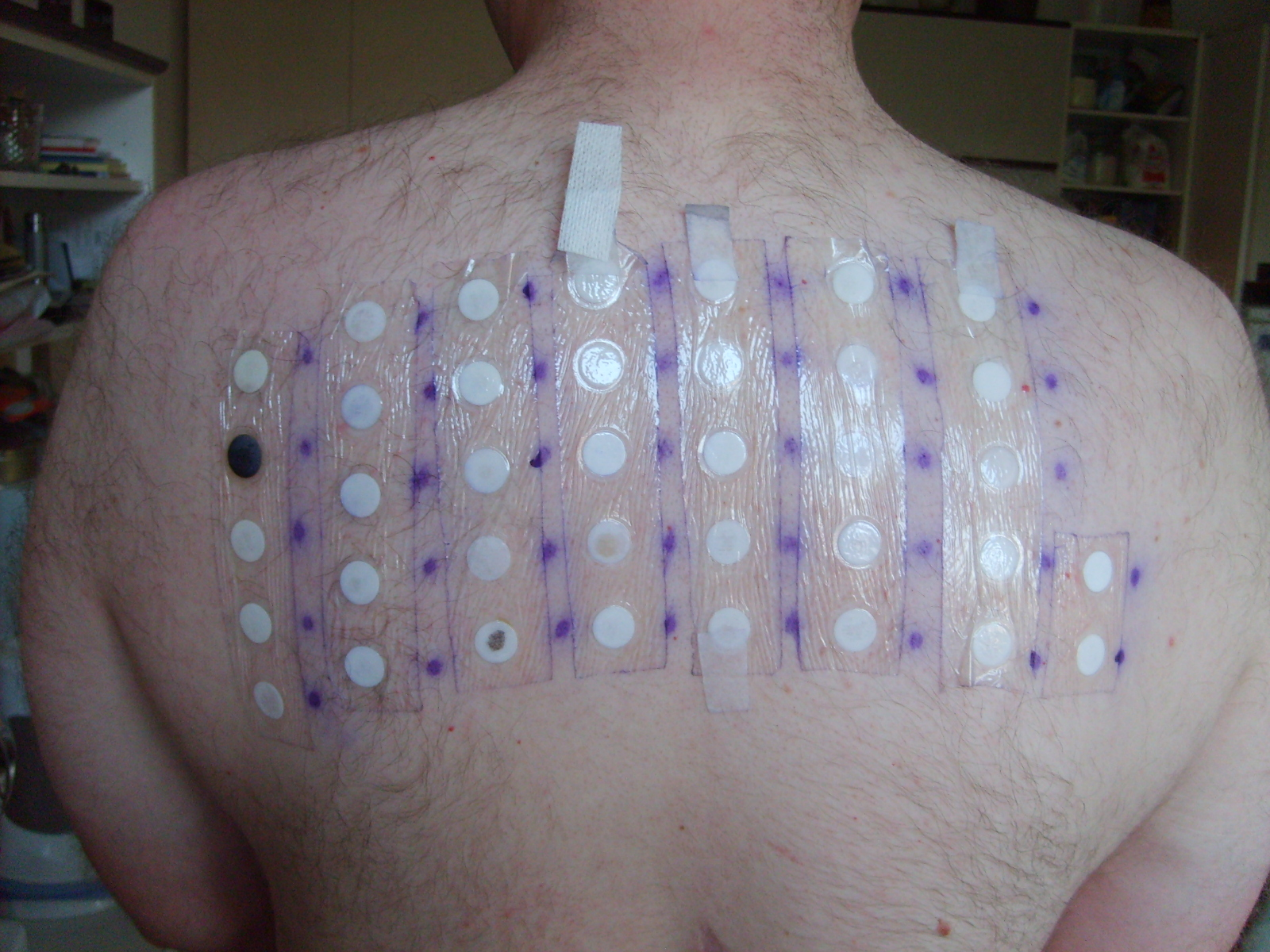
Патч-тест

Для подтверждения аллергии на тетразепам успешно применялся патч-тест. Также можно использовать пероральное тестирование. Кожные пробы не всегда точны и могут давать ложноотрицательные результаты.
Сонливость является распространенным побочным эффектом тетразепама. Может произойти снижение мышечной силы. Тяжелая мышечная слабость является еще одним потенциальным побочным эффектом тетразепама. При приеме тетразепама могут возникнуть побочные эффекты со стороны сердечно-сосудистой и дыхательной систем, аналогичные эффектам других бензодиазепинов.

### Толерантность, зависимость и абстиненция
При длительном применении тетразепама, как и всех бензодиазепинов, возникает толерантность и существует риск развития бензодиазепиновой зависимости и синдрома отмены бензодиазепинов после прекращения приема или снижения дозировки.

## Передозировка
Тетразепам, как и другие бензодиазепины, является часто встречающимся в случаях передозировки препаратом. Эти передозировки часто вызваны совместным приёмом тетразепама с другими бензодиазепинами.

## Противопоказания
Бензодиазепины требуют особой осторожности при использовании у пожилых людей, во время беременности, у детей, лиц, страдающих алкогольной или наркотической зависимостью, а также у лиц с коморбидными психическими расстройствами.

## Фармакология
Тетразепам является необычным бензодиазепином по своей молекулярной структуре, поскольку он имеет циклогексенильную группу, которая заменяет типичный 5-фенильный фрагмент, наблюдаемый в других бензодиазепинах. Тетразепам быстро всасывается после перорального приема в течение 45 минут и достигает наибольшей концентрации в плазме менее чем за 2 часа. Он классифицируется как бензодиазепин средней продолжительности действия с периодом полувыведения около 15 часов. Он в основном метаболизируется до неактивных метаболитов 3-гидрокситетразепама и нортетразепама. Фармакологические эффекты тетразепама значительно менее выражены по сравнению с диазепамом в исследованиях на животных. Тетразепам является агонистом бензодиазепиновых рецепторов и неселективно связывается с бензодиазепиновыми рецепторами типа 1 и типа 2, а также с периферическими бензодиазепиновыми рецепторами. Миорелаксирующие свойства тетразепама, скорее всего, обусловлены снижением притока кальция. Небольшие количества диазепама, а также активные метаболиты диазепама образуются в результате метаболизма тетразепама. Метаболизм тетразепама привел к ложным обвинениям заключенных, которым прописали тетразепам, в приеме незаконного диазепама; это может привести к увеличению сроков тюремного заключения для заключенных.

## Злоупотребление
Тетразепам, как и другие бензодиазепины, иногда становится предметом злоупотребления. Иногда его используют в преступлениях для того, чтобы лишить жертву дееспособности или в целях достижения состояния опьянения.